# I. Honoriusz pápa
I. Honoriusz (latinul: Honorius), (? – 638. október 12.) foglalhatta el a világtörténelemben 70.-ként a keresztény egyház pápai trónját 625. október 27-én. 13 évnyi pontifikátusa még több száz év múltán is nagy vitákat kavart. Nem lenne elfogult a kijelentés, ha Honoriuszt a pápák történetének egyik legvitatottabb alakjának számítanánk. Kiváló teológiai ismeretekkel rendelkezett, és uralkodása alatt több jelentős lépést is tett. Mégis az utókor számára leginkább krisztológiai vitái maradtak fenn. Ezek alapján Honoriusz meggondolatlannak tűnhet.

## Élete és pontifikátusának első évei
Gazdag campaniai családban született. Neveltetését a papokra bízták, így választotta az egyházi pályát. Példaképének I. Gergely pápát tartotta. Diakónussá szentelték, majd V. Bonifác pápa halála után két nappal a zsinat az egyház vezetésére választotta meg 625. október 27-én.
Pontifikátusának kezdetén nagy lelkesedéssel nézett szembe pápai feladataival. Egészen 634-ig datálható ez a korszak, amíg meg nem kezdődtek a krisztológiai viták. Századának legnagyobb alkotó pápája. Több kolostort alapított saját vagyonából, és rengeteg templomot hozott rendbe Rómában. Építkezésekbe is belefogott, amelynek ma is látható nyoma a római Sant’Agnese templom. Ennek egyik mozaikjában megörökítették a bőkezű pápát. Ezen felül megjavíttatta Traianus vízvezetékét is, ezzel javítva a rómaiak életkörülményeit. Rendszeresen adakozott a szegényeknek. Sokoldalúságát mutatja, hogy a lombard trónutódlásba is igyekezett beleszólni. Az őrültnek tartott Adaloald király mellé állt, amikor ariánus ellenfelei el akarták őt mozdítani trónjáról.
Legjelentősebb sikerét Itáliában érte el, amikor Hérakleiosz császár közbenjárásával sikerült felszámolni az aquileiai egyházmegye skizmáját a három fejezet elvetése miatt. Több levelet is küldött Hispaniába, amelyben az ott élő zsidók megtérítését szorgalmazta. Honorius uralkodása során nagy figyelmet szentelt a brit szigeteknek. A britek földjére küldte Szent Birinust, hogy térítse meg az ott élő nyugati szászokat. Levelezett Northumbria uralkodójával, Edwinnel is, és a jó kapcsolat eredményeként 634-ben két érseki központot is létrehozott a britek földjén. A palliumot elküldte Canterburybe, Honoriusz érsek hivatalának megerősítésére, és Szent Pált, York város érsekévé emelte. 630-ban levelet írt az ír egyháznak, amelyben rá akarta bírni az ottani klérust, hogy húsvét ünnepét ugyanakkor tartsák mint Róma. A Magh Lene-i zsinat után az írek úgy döntöttek, hogy követeket küldenek Honoriuszhoz. Miután a küldötteket a pápa személyesen győzte meg az időpont fontosságáról, 633-ban az Ír-szigeten is akkor ünnepelték a húsvétot, mint bárhol máshol a középkori világban.

## Krisztológiai viták
634-ben Honoriusz pontifikátusa jelentős megmérettetés elé ért. A már több mint két évszázada húzódó viták a monofiziták és a katolikusok tanai között ismét felszínre buktak. A 451-es khalkédóni zsinat elvileg lezárta a vitákat, azonban mégis újra fellángolhattak a monofizita remények a történelem egy fricskája miatt.

### A kezdetek: Örményország
Mi is volt ez a fricska? A monofizita és a katolikus (azaz igaz hitű) álláspont legsarkalatosabb vitapontja Jézus emberi és isteni megtestesülése és ezek akaratának megjelenése volt. A katolikusok szerint Jézus Krisztus két természetből tevődik össze, az emberi és isteni természetből. Azonban a két eltérő természet egy testben lakozik. Isten tehát nem különbözik Jézustól, az embertől, aki szenvedett és megfeszíttetett. A monofiziták azonban tagadták Jézus emberi voltát, és szerintük az Isten és az Ige (az Ige itt valójában Krisztusra utal, hiszen az Isten általa hirdette igéjét a földön) megfoghatatlan személye egyesült a testtel. Ez egyben azt is jelentette, hogy az emberek bűneit egy olyan lény váltotta meg, amely nem is közülük való. Ez alapjaiban rengette volna meg a katolikus egyházat.
Mégis 622-ben Örményországban, több száz évvel a vita elülte után Hérakleiosz császár a monofiziták elleni beszédében elejtette azt a bizonyos fricskát. Az uralkodó a Megtestesült Igét egyérvényűnek nevezte, és ezzel a kifejezéssel megnyerte az ország monofizita lakóinak támogatását. A császár abba nem gondolt bele, hogy szavai értelmezhetők úgy is, hogy azzal elismerte Krisztus isteni lényét, mivel egyérvényűnek nevezte a két természetet. A beszédet olvasta egy Kürosz nevű keleti püspök, aki a császár szavaiban eretnekséget vélt felfedezni. Panaszával Sergiushoz, Konstantinápoly pátriárkájához fordult. A pátriárka nem merte firtatni a császár hitét, így azt felelte Kürosznak, hogy ő nem akar ebben a kérdésben állást foglalni, de az bizonyos, hogy elődje, Mennas pátriárka már használta az egyérvényűséget Vigiliusz pápának írt levelében. 630-ban Kürosz Alexandria pátriárkája lett.

### Alexandria
Amikor Küroszt felszentelték az észak-afrikai területek legfőbb egyházi vezetőjévé, szomorúan tapasztalta, hogy majdnem egész Egyiptom a monofizita hit követője. Miután Sergius nem béklyózta meg Hérakleiosz császár szavait eretnekséggel, így felszentelése után ő is használta az egyérvényűség kifejezést. Ezekkel a szavakkal sikerült megerősítenie hatalmát Afrikában. A monofiziták nagy tömegekben egyesültek újra a katolikus egyházzal. Kürosz kijelentése nagyobb felfordulást okozott Alexandriában, mint azt remélte. A megtérő monofizita tömegek híre hamar eljutott Konstantinápolyba, ahol Sergius végül úgy döntött, hogy levélben kéri ki Honoriusz véleményét az esetről. A levél 634-ben érkezett meg Rómába. Időközben Sergius azt tanácsolta Kürosznak, hogy ha lehet, ne nagyon használja az egyérvényű kifejezést.

### Monotheletizmus
Az egyérvényűség kifejezés nemcsak a katolikus teológusoknak okozott sok fejtörést, kényes értelmezése miatt a monofiziták sem támogatták egységesen. Így alakult ki a monotheletizmus tana, amely Krisztus egyetlen és egységes akaratát hirdette. A monotheletisták elfogadták az egyérvényűséget, és csatlakoztak a katolikus egyházhoz. A monofiziták megtartották nézőpontjaikat, és nem egyesültek az egyházzal.

### Honoriusz válaszol
Sergius 634-ben elküldött levelére Honoriusz olyan választ írt, amely még több mint ezer év múlva is vita alapját képezte. A pápától a keleti vezetők azt várták, hogy valamilyen formában állást foglal majd a római klérus nevében, és ezáltal szentesíti, vagy tiltja az alexandriai monotheletisták csatlakozását, illetve az egyérvényűséget. Azonban Honoriusz nem foglalt állást, nem tiltott meg semmit de nem is adta áldását semmire. Egyetértett Sergius pátriárka félelmeivel, és azt javasolta, hogy az egyérvényű kifejezést kerülni kell. Ez eddig rendben is lenne, azonban Honoriusz levelében leírta, hogy a két természet kifejezést sem ajánlatos használni, mert ezáltal nesztorianizmussal vádolhatnák Rómát. Ezek a szavak nem a katolikus hit elvei alapján keletkeztek. Azonban a pápa aggasztóbb sorokat is feljegyzett válaszában. „Hogy miért ismerjük el Urunk Jézus Krisztus egy akaratát? Mert nyilvánvalóan a mi természetünkkel és nem annak bűnös másával vált eggyé az Isten, vagyis azzal a természettel, amely még a bűnbeesés előtt teremtetett, nem pedig a bűnnel megmérgezett természettel.” Eszerint Jézus Krisztus emberi természetét kérdőjelezi meg a pápa. Ez a mondata okozott később évezredes vitákat. A levél többi része orthodox gondolatokat tartalmazott. Honoriusz írása kétséget kizáróan hivatalos dokumentum, nem pedig egy magánlevél.

### Az Ecthesis
Konstantinápolyba csak 638-ban érkezett meg Honoriusz válasza, amelyet Sergius elfogadott, és Hérakleiosz császár megbízásából megírta az Ecthesis című művét. Az Ecthesis tulajdonképpen értelmezés volt, amelyet a császár adott ki. Ebben Hérakleiosz Honorius levele alapján elismeri és birodalmában törvénnyé emeli az Úr egy akaratának létét, és eltörli az egyérvényű illetve kétérvényű kifejezéseket. Még ugyanazon év decemberében Sergius zsinatot hívott össze Konstantinápolyban, ahol az Apostoli Szentszékkel egyetértésben elfogadták az Ecthesist. Nem sokkal ezután Sergius meghalt.

## Halál és kiátkozás
Időközben Rómában 638. október 12-én Honoriusz is meghalt. Tudomása sem volt levelének későbbi visszhangjáról, a konstantinápolyi zsinatról vagy Hérakleiosz Ecthesiséről. Testét a legnagyobb tiszteletben temették el a Szent Péter- bazilikában. A 638-as évben több egyházi méltóság is meghalt. Közéjük tartozott Szent Sophronius is, Jeruzsálem pátriárkája. A szent ismerte a vita kitörésének apropóját, és életének nagy részét arra fordította, hogy a Szentírásból kiderítse, mi is az egyetlen katolikus álláspont a krisztológiai vitákban. Több apostoli forrás is a két természet, a kétérvényű isteni és emberi lényre utalt. Ugyan már Sophronius sem élhette meg Honoriusz válaszát és az Ecthesist, halála előtt leveleket küldött a keresztény egyház vezetőinek, amelyben leírta kutatásainak eredményét.
Rómában a levelet hatalmas megdöbbenéssel fogadták, és amikor az új pápa, Szeverin 640-ben követeket küldött Konstantinápolyba, hogy elfogadtassa a császárral kinevezését, elutasította az Ecthesist. Hérakleiosz nem akarta elfogadni Róma álláspontját, viszont Severinus utódja IV. János pápa is elítélte művét. Ezért végül maga a császár is visszavonta az Ecthesist.
Már Sophronius levele is megalapozta a vitát arról, hogy Honoriuszt eretnekséggel vádolják-e. Több éves vita után végül 680. november 7-én összeült a konstantinápolyi egyetemes zsinat, amelyen Honoriuszt eretneknek minősítették, és kiközösítettek az egyházból.

## Honoriusz a későbbi évszázadokban
A kiátkozott egyházfő sorsa még sokáig vitatéma maradt az egyházban. Bűnösségét senki sem firtatta, viszont a későbbi korok teológusai inkább csak meggondolatlansággal vádolták meg Honoriuszt, mintsem eretnekséggel. Mégis 1231 évvel halála után újra heves viták törtek ki Honoriusz levelével kapcsolatban. 1869. december 7-én nyitották meg az első vatikáni zsinatot, amelynek egyik legkényesebb témája volt a pápai tévedhetetlenség. Ez azt jelenti, hogy az egyházfő hit és erkölcs kérdésében Isten által nem tévedhet. Ennek cáfolására olvasták fel a zsinat előtt Honorius levelét, amely ismét heves vitákat szított a klérus tagjai között.
Ugyan Honoriusz számlájára halála után eretnekséget és bűnt lajstromoltak Rómában, azt le kell szögezni, hogy személyében jóságos uralkodó ülhetett a pápai trónon, aki legfőbb kötelességeinek mindig eleget tett, azonban egyik botlása évezredeken át fennmaradt, és csak ennek rossz visszhangja maradt meg az emlékezetben.

## Művei
- Documenta Catholica Omnia (latin nyelven). (Hozzáférés: 2011. december 6.)